# Generál Patton
Generál Patton, v originále Patton, je americký životopisný válečný film režiséra Franklina J. Schaffnera, podle scénáře Francise Forda Coppoly a Edmunda Hall Northa, z roku 1970. Pojednává o americkém generálovi Georgi Smithovi Pattonovi, o patrně jednom z nejvýznamnějších amerických vojevůdců v období druhé světové války. Jsou v něm vyobrazeny jak bojové scény, tak i povahové rysy proslulého generála - naprostá nekompromisnost, nenávist k Sovětskému svazu, víra v reinkarnaci (a zároveň sympatie ke křesťanství) i geniální plánování. Film získal 7 Oscarů včetně Oscara za nejlepší film a stal se jedním z nejúspěšnějších děl světové kinematografie vůbec. Je též považován za symbol amerického patriotismu ve studené válce. Odpůrci mu vyčítají přílišné vlastenectví, někteří tvrdí, že film byl natočen mimo jiné za účelem získávání vojáků do Armády Spojených států.

## Herci
V hlavní roli vynikl George Campbell Scott. Byl za tuto roli oceněn Oscarem pro nejlepší herce v hlavní roli, nicméně jej odmítl převzít. Původně byla hlavní role nabídnuta Rodu Steigerovi, který ji odmítl a později to označil za svou největší chybu. Dále ve filmu hráli mimo jiné:
- Karl Malden - generál Omar Bradley
- Stephen Young - Chester B. Hansen
- Michael Strong - Hobart Carver
- Michael Bates - maršál Bernard Law Montgomery
- Frank Latimore - Henry Davenport
- Morgan Paull - Richard N. Jenson
- Karl Michael Vogler - polní maršál Erwin Rommel
- Siegfried Rauch - kapitán Steiger
- Richard Münch - generál Alfred Jodl
- John Doucette - generál Lucian Truscott
- Paul Stevens - plukovník Charles R. Codman
- Ed Binns - generál Walter Bedell Smith, ve filmu zvaný Chrobák Smith
- Jack Gwillim - generál Harold Alexander

## Stručné shrnutí děje
Film začíná Pattonovým projevem k armádě, který vychází ze skutečného projevu. Divákovi je možno nahlédnout do generálova smýšlení. Film dále pokračuje boji v Africe, útokem na Itálii, vyloděním spojeneckých vojsk ve Francii a postupem až do Německa. Osvobozování Československa v něm přímo zmíněno není, ale o Československu se hlavní postava filmu zmiňuje ke konci filmu v telefonátu: „Dali jsme jim (myšleno Sovětům) Berlín, dali jsme jim Prahu, tak co ještě chtějí?“. Konec filmu se odehrává v těsně poválečné době, v níž byl rozmrzelý smířlivým postojem USA k Sovětskému svazu. Známá je scéna, která ilustruje Pattonovu nenávist k Rusům a v níž si má připít se sovětským generálem na kapitulaci Německa, ale odmítá to se slovy: „Nebudu pít s vámi ani s žádným jiným ruským parchantem [v originále son of a bitch].“ Na odpověď „Sám jste parchant!“ odvětí: „Parchant s parchantem, to se mi líbí!“ a přece si připije. V poslední scéně odchází do zapadajícího slunce s další slavným proslovem. Generál Patton zemřel v prosinci 1945 na následky těžkého zranění, které utrpěl při autonehodě v Heidelbergu.

## Ocenění
Film získal Oscary za:
- nejlepší film
- nejlepší originální scénář
- nejlepší režii
- nejlepšího herce v hlavní roli
- nejlepší výpravu a dekoraci
- nejlepší zvuk
- nejlepší střih